# Paulo Gonçalves
Paulo Gonçalves (Esposende, 5 februari 1979 - Layla, Saoedi-Arabië, 12 januari 2020) was een Portugees motorcrosser.

## Biografie
Gonçalves was een motorcrosser die actief was in woestijnrally's. Hij nam dertienmaal deel aan de Dakar-rally. In deze woestijnrally won hij drie etappes; de 5e in 2011, de 7e in de 2015 en de 4e in 2016. In de editie van 2015 werd hij tweede op ruim zestien minuten van Marc Coma.
In de Dakar-rally van 2020 kwam hij in de zevende etappe ongelukkig ten val en overleed niet veel later aan een hartstilstand. Een medische helikopter was na de val van de Hero Motorsports-rijder snel ter plaatse, en bracht hem naar Layla Hospital, hier werd Gonçalves helaas dood verklaard. Hij werd 40 jaar oud.